# Klaas Carel Faber
Pour les articles homonymes, voir Faber.
Klaas Carel Faber (20 janvier 1922 - 24 mai 2012, Ingolstadt)  est un soldat nazi hollando-allemand. 

## Biographie
Fils de Pieter Faber et Carolina Josephine Henriëtte Bakker, frère de Pieter Johan Faber, exécuté en 1948, Faber était recherché par le Centre Simon-Wiesenthal. Il rejoint la Waffen-SS en 1940.  En 1943, il rejoint l'opération Silbertanne (Sapin d'argent) de Heinrich Boere et Hanns Albin Rauter. De 1943 à 1944, il tue vingt deux juifs à la mitraillette au camp de concentration de Westerbork, celui d'Anne Frank sur sa route pour Bergen-Belsen. Il devient le garde du corps de Anton Mussert. Après la guerre, il travaille pour Audi. Faber meurt le 24 mai 2012 d'insuffisance rénale, à Ingolstadt, dans le Sud de la Bavière, à l'âge de 90 ans,,.
Il est soutenu après la guerre par l'organisation néo nazie Stille Hilfe et sa cofondatrice Gudrun Burwitz pour empêcher son extradition de l'Allemagne vers la Hollande, où il a été condamné à perpétuité.